# Campidoglio (Washington)

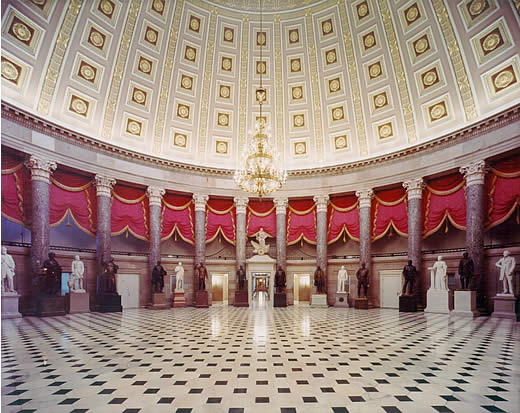
Sala delle Statue

Il Campidoglio degli Stati Uniti (in inglese United States Capitol) è la sede ufficiale dei due rami del Congresso degli Stati Uniti d'America, il parlamento federale. L'edificio sorge nella capitale della federazione, Washington DC, sul Colle del Campidoglio (Capitol Hill) al limite orientale del viale monumentale chiamato National Mall.
Anche se non è al centro geografico del Distretto di Columbia, il Campidoglio è il punto focale che divide in quadranti il territorio della capitale federale. Ufficialmente i lati est e ovest del Campidoglio sono definiti facciate, anche se originariamente la facciata est era un lato dell'edificio, progettato per accogliere visitatori e dignitari.
Il Campidoglio è un esempio di stile neoclassico.
L'edificio attuale è il risultato del lavoro di numerosi architetti. Il progetto originario si deve a William Thornton, ma fu successivamente modificato da Stephen Hallet, Benjamin Latrobe e, infine, da Charles Bulfinch. Thomas U. Walter e August Schoenborn progettarono l'attuale cupola e gli edifici che ospitano la Camera dei Rappresentanti e il Senato, la cui costruzione fu supervisionata da Edward Clark.
L'edificio è caratterizzato dall'enorme cupola centrale che si innalza su una rotonda, connettendo due ali laterali che ospitano i due rami del Congresso. L'ala nord è occupata dal Senato, l'ala sud dalla Camera dei Rappresentanti. La cupola è sormontata da una statua della Libertà in bronzo.

## Storia
A partire dalla conferma della Costituzione degli Stati Uniti, il Congresso si era riunito in due edifici in due città diverse. La capitale era stata dapprima collocata provvisoriamente a New York, dove il Congresso si riunì nel City Hall (oggi Federal Hall) dal 1785 al 1790. Successivamente la capitale fu spostata durante la presidenza di George Washington a Filadelfia dal 1790 al 1800. Durante questo periodo il Congresso si riuniva all'interno del Philadelphia County Building (Congress Hall).
Una volta che fu decisa la fondazione ex novo di una capitale federale si procedette alla pianificazione urbanistica. L'incaricato della pianificazione nel Distretto di Columbia fu l'architetto di origine francese Pierre Charles L’Enfant, che agiva sotto il controllo di una commissione.

### Progettazione e costruzione
L'Enfant scelse come sito per costruire il Campidoglio l'altura di Jenkins Hill, affacciata sul fiume Potomac, che fu ribattezzata Capitol Hill. La distanza dal sito della Casa Bianca, allora ancora in progettazione, era di circa un miglio americano (1,6 km). Nel 1791, L'Enfant si assicurò l'approvvigionamento di pietra e marmi dalle cave di Wigginton Island e da Aquia Creek in Virginia, per avere abbondante materiale per costruire le fondazioni e la struttura.
All'inizio del 1792 la Commissione della Città Federale bandì un concorso per un progetto per l'edificio del Congresso e per il palazzo presidenziale, la futura Casa Bianca; la data limite per la presentazione dei progetti era il luglio del 1792. Il concorso prevedeva un premio di 500 dollari e l'assegnazione di un lotto di terreno in città. Tutti i disegni presentati alla commissione furono giudicati insufficienti e rigettati; il progetto meglio accolto fu quello dell'architetto Stephen Hallet.

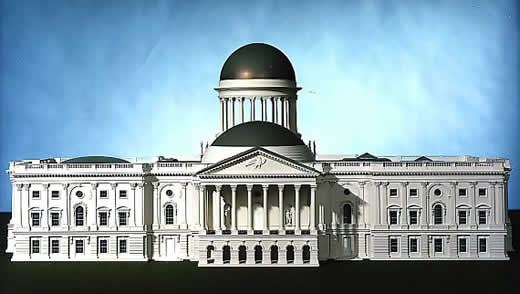
Ricostruzione del progetto di William Thornton

Nel gennaio 1793 un architetto non professionista, William Thornton, presentò, ormai fuori tempo massimo, un progetto che ebbe l'apprezzamento del presidente George Washington e dell'allora segretario di Stato Thomas Jefferson. Thornton si era ispirato nel suo progetto alla facciata orientale del palazzo del Louvre, oltre che al Pantheon di Roma per la parte centrale dell'edificio. Il progetto di Thornton fu ufficialmente approvato da George Washington in una lettera datata 5 aprile 1793. Per risarcire Hallet della bocciatura del suo progetto, la Commissione per la Città Federale lo nominò supervisore di Thornton, con i compiti di stimare i costi di costruzione e sovrintendere ai lavori di edificazione.
Hallet cominciò a proporre drastici cambiamenti per il progetto di Thornton che considerava dilettantesco e minato da alti costi di costruzione. Jefferson decise di nominare una commissione di cinque membri, tra i quali anche Hallet, per cercare di rimediare ai problemi di costruzione sollevati dall'architetto. Dopo alcuni mesi fu presentato un piano revisionato dell'edificio che fu poi approvato in quasi tutti i dettagli.

### Prima fase di costruzione

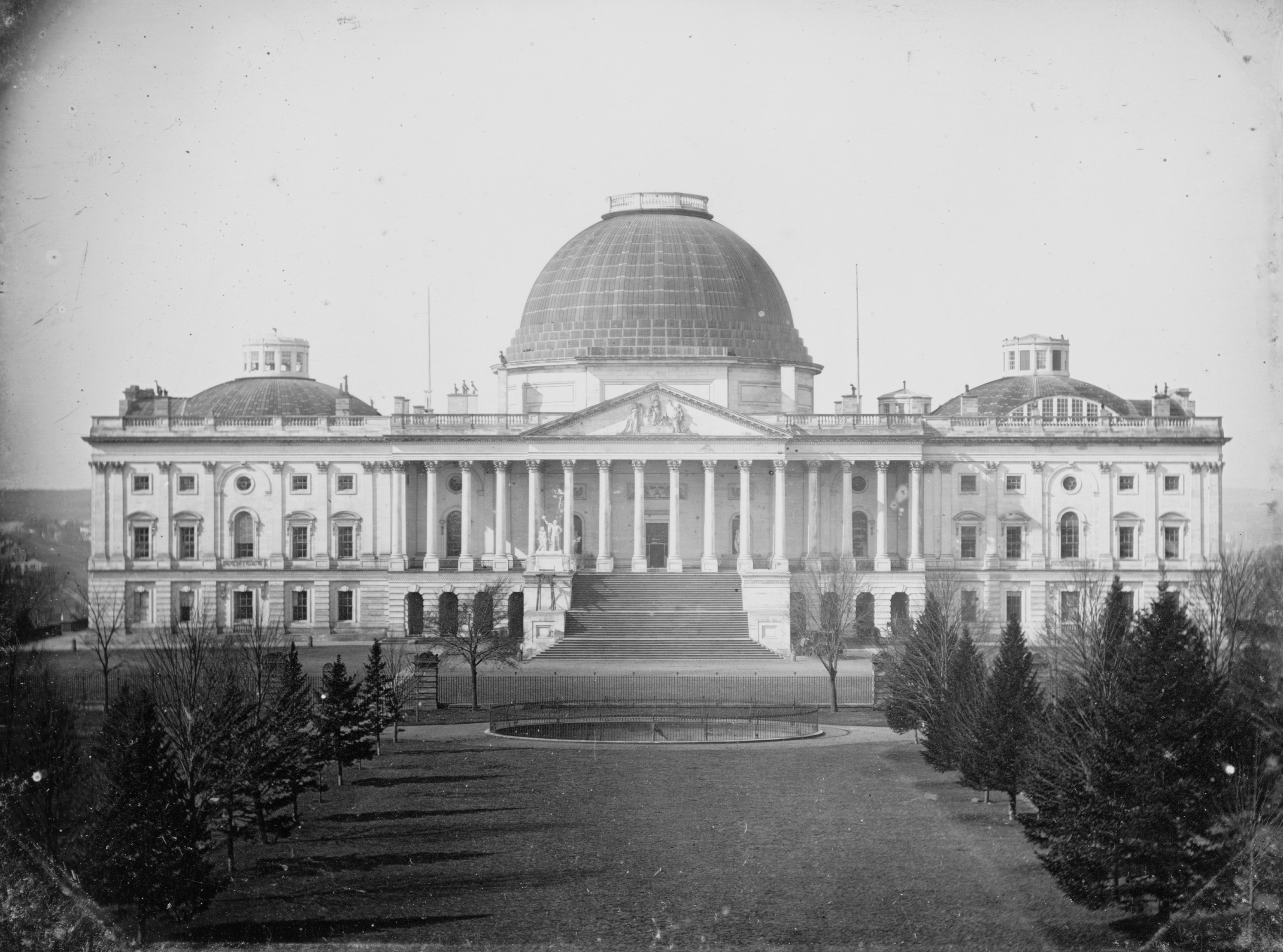
Il Campidoglio nel 1846

Il 18 settembre 1793, durante una complessa cerimonia massonica, George Washington posò la prima pietra del Campidoglio. La pietra è ora localizzata vicino alla sede della vecchia Corte Suprema, raggiungibile tramite un passaggio per chi visita le gallerie del Senato. Non è sicuro che si tratti della prima pietra originale, ma fu spostata dal suo luogo originale e scolpita con simbologie massoniche verso il 1893, cento anni dopo la sua supposta posa ufficiale.
La costruzione del nuovo edificio procedette sotto la direzione di Hallet affiancato da James Hoban che però era occupato principalmente con il progetto della Casa Bianca. Nonostante l'opinione contraria di Washington e Jefferson, Hallet modificò il progetto a pianta centrale, aggiungendo due ali laterali che avrebbero dovuto ospitare i corpi legislativi.
Hallet fu esonerato dai lavori da Jefferson il 15 novembre 1794 e fu rimpiazzato con l'architetto George Hadfield, assunto il 15 ottobre 1795. I lavori procedettero a rilento e fra mille difficoltà. Qualche anno dopo, Hadfield lasciò polemicamente la direzione dei lavori, dimettendosi nel maggio 1798, perché insoddisfatto dal progetto di Thornton e dalla scadente qualità dei lavori già avviati.
L'ala del Senato fu completata nel 1800, mentre l'altra ala dovette aspettare fino al 1811, anche se la Camera dei Rappresentanti cominciò a riunirsi nell'edificio ancora incompleto già dal 1807. La Corte Suprema continuò per molti anni a riunirsi nell'edificio del Campidoglio finché non fu costruita una sede apposita, nel 1935.

### Il contributo italiano alla prima fase di costruzione
Il 6 marzo del 1805 Thomas Jefferson indirizzò al toscano Filippo Mazzei una lettera con la quale richiedeva abili scalpellini e scultori disponibili a recarsi in America per lavorare al Campidoglio di Washington. I primi a giungere oltreoceano furono Giuseppe Franzoni e Giovanni Andrei, il primo descritto come un valente scultore che “sarà presto un secondo Canova”, il secondo noto per aver eseguito la balaustra dell'altare maggiore nella basilica di Santa Maria Novella a Firenze. Ben presto tra Giuseppe Franzoni e Thomas Jefferson nacque una forte amicizia che portò le due famiglie a pranzare spesso insieme la domenica. Saranno molte le opere scultoree realizzate dall'artista apuano per il Campidoglio, tra le quali il fregio della Hall of Representatives, la figura della Libertà per la Chamber of Representatives, il fregio che sormonta la Speakers' Chair e la figura della Giustizia per la Court Room. Opere che andranno quasi interamente distrutte il 24 agosto 1814 quando il Campidoglio degli Stati Uniti venne conquistato e incendiato dalle truppe inglesi. Ma questo flusso migratorio, che vide partire scalpellini, decoratori e scultori che dai piedi delle Alpi Apuane portano in dote il bagaglio professionale e artistico maturato nelle cave di Carrara e nell'Accademia di Belle Arti della stessa città, non si arrestò dopo la distruzione inglese e la morte di Giuseppe Franzoni.
Già nell'agosto del 1815 troviamo impegnati nell'opera di ricostruzione del Campidoglio Giovanni Andrei, Carlo Franzoni, fratello minore di Giuseppe, e Francesco Iardella. Opere di quest'ultimo sono, ad esempio, i meravigliosi Tabacco capitals della Small Rotonda nella Supreme Court, mentre del giovane Carlo è il famoso Carro della Storia, che ancora oggi può essere ammirato nella Statuary Hall.
Tuttavia, non si registra la presenza dei soli scultori; nel 1817, il pittore Pietro Bonanni decorò, infatti, la cupola della Hall of the House of Representatives, dipingendola in chiaroscuro in modo da rievocare la cupola del Pantheon di Roma.

### L'incendio nella guerra del 1812

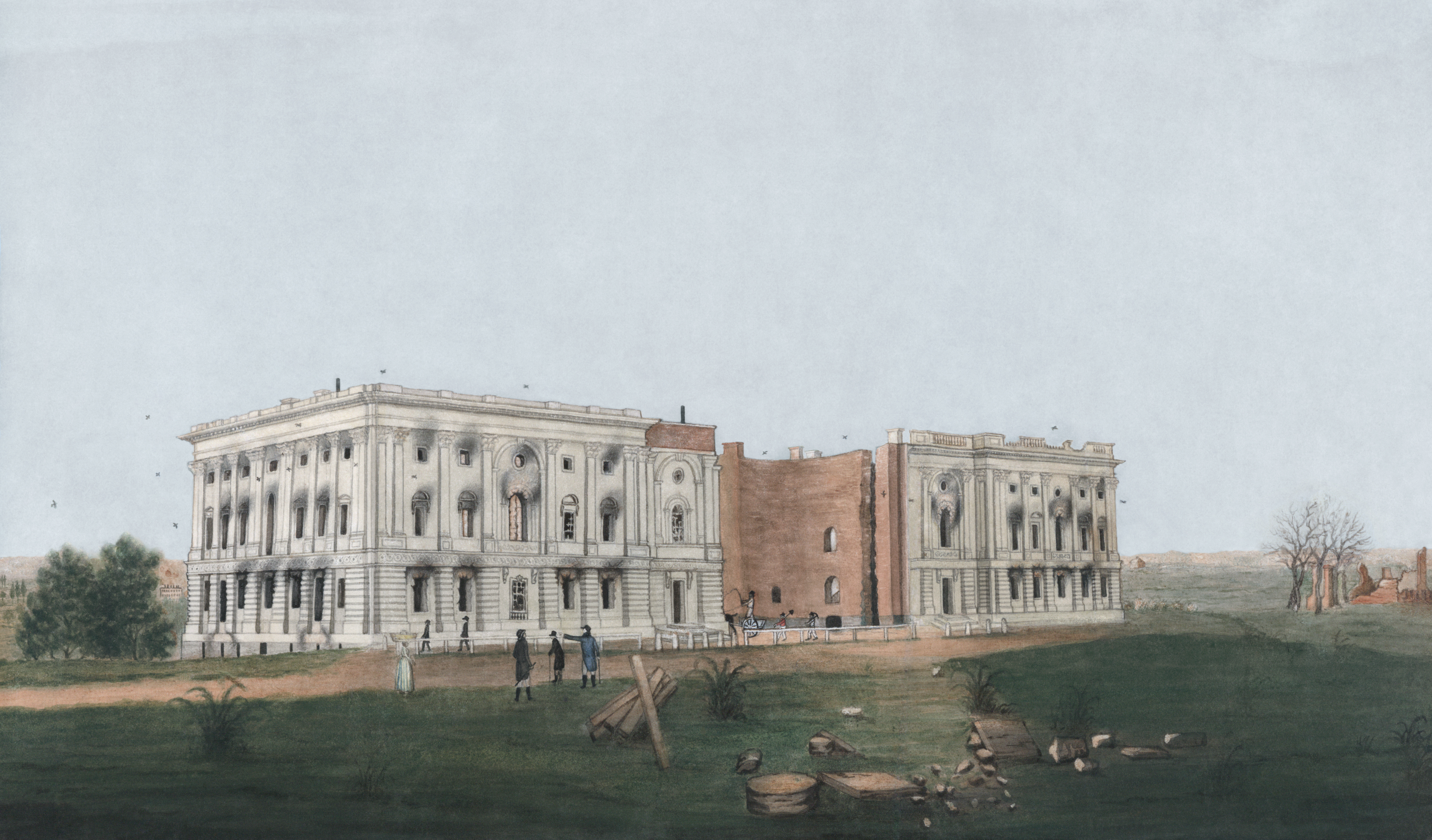
Un ritratto del 1814 del Campidoglio degli Stati Uniti, realizzato da George Munger dopo l'incendio di Washington da parte dell'esercito britannico durante la guerra del 1812

Poco tempo dopo il completamento delle due ali, nell'agosto del 1814, il Campidoglio fu dato alle fiamme dalle truppe britanniche nel corso della guerra del 1812, combattuta dagli Stati Uniti contro britannici e canadesi. La ricostruzione dell'edificio, gravemente danneggiato, cominciò subito dopo, nel 1815, continuando ininterrottamente fino al 1826 con l'aggiunta della rotonda centrale e di una cupola.
La maggior parte dei lavori sul corpo dell'edificio e sui nuovi interni si deve all'architetto Benjamin Latrobe. Il successore di Latrobe, Charles Bulfinch, progettò la cupola di copertura della rotonda centrale, che fu terminata nel 1818.

### L'espansione architettonica nel XIX secolo

La cupola in costruzione nel 1861

Il Campidoglio fu notevolmente espanso negli anni cinquanta del XIX secolo. La cupola di Bulfinch, originariamente in legno, non era più della scala appropriata per le dimensioni dell'edificio. L'incaricato del progetto di estensione delle ali del Campidoglio, Thomas U. Walter, decise di dotare l'edificio di una nuova cupola in ghisa, alta tre volte quella originale e che avrebbe dovuto essere sostenuta dalle strutture in muratura già esistenti. Walter prese a modello la cupola dell'Hôtel des Invalides a Parigi, progettata da Jules Hardouin Mansart. Ne risultò una struttura di 96 metri d'altezza su 29 di diametro.
Analogamente alla cupola parigina, quella di Washington è una doppia cupola. Alla sommità della cupola interna si apre un grande oculo attraverso il quale si può vedere L'Apoteosi di George Washington, opera di Constantino Brumidi, dipinta su un enorme supporto sospeso fra le due cupole tramite costoloni che servono anche a sostenere la parte esterna della struttura e il tholos con l'enorme Statua della Libertà che corona la cupola. Il peso totale della struttura in ghisa ammonta, secondo i documenti ufficiali, a più di 4.000 tonnellate.
Alla costruzione del Campidoglio e alla sua successiva espansione, verso la metà dell'Ottocento, lavorarono numerosi schiavi. Secondo i progetti originali si sarebbe dovuta reclutare la manodopera necessaria in Europa, ma non si riuscirono a trovare abbastanza lavoratori disposti a trasferirsi in America per lavorare, quindi alla fine la maggior parte della forza lavoro risultò composta di afro-americani sia schiavi sia liberi.
La Statua della Libertà che orna la cima della cupola fu messa in sito nel 1863.

### Gli ulteriori interventi nel XX e XXI secolo

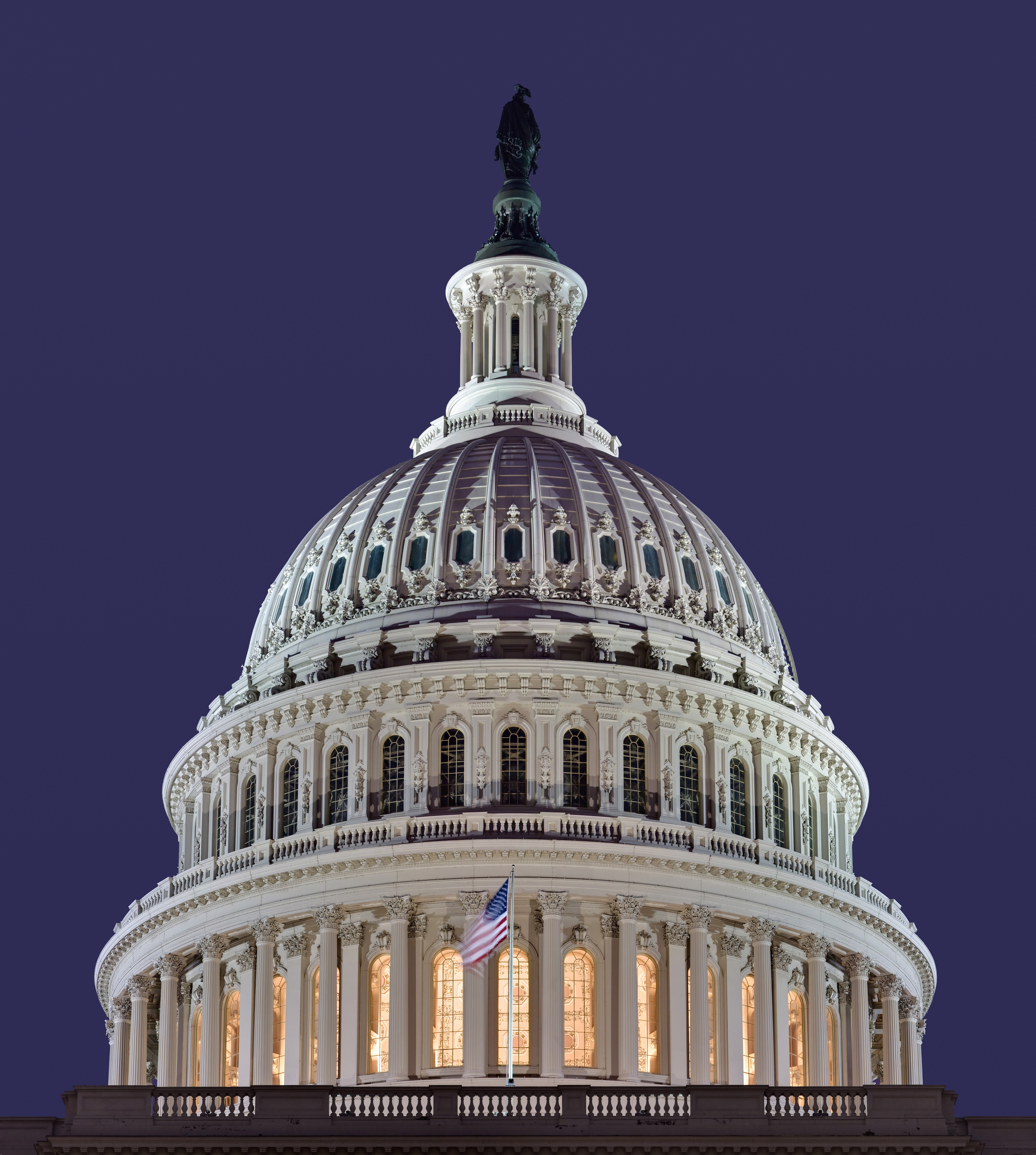
La cupola del Campidoglio degli Stati Uniti di notte

Quando la cupola del Campidoglio fu finalmente completata ci si accorse che, essendo molto più grande che nei progetti originari, la sua massa visuale sminuiva le proporzioni delle colonne del portico est, costruito nel 1828. Per questo motivo tutta la facciata est del Campidoglio fu ricostruita nel 1904 secondo un progetto degli architetti John Merven Carrère e Thomas Hastings che aggiunsero anche edifici per uffici al Senato e alla Casa dei Rappresentanti.
Fra il 1958 e il 1962, per necessità di ottenere nuovi spazi, fu costruito un duplicato in marmo dell'intera facciata est dieci metri più avanti della facciata originale. Lo spazio fra le due facciate parallele fu poi riempito da un'espansione degli uffici, così che la vecchia facciata diventò un muro interno. Durante questi lavori le colonne corinzie della facciata est vennero rimosse e collocate in un enorme prato nel National Arboretum (Giardino botanico nazionale). L'architetto Russel Page le ridispose in modo da creare una scenografia surreale che secondo alcuni richiama le rovine della città di Persepoli.
L'aspetto definitivo del Campidoglio deve molto a famosi edifici storici europei, come la basilica di San Pietro in Vaticano a Roma, la cattedrale di San Paolo a Londra e la cattedrale di Sant'Isacco a San Pietroburgo. In particolare, le forme esteriori della cupola sembrano derivare da quelle della cattedrale di San Paolo, del Pantheon parigino o persino della Basilica di San Gaudenzio a Novara.
Nel corso del XX secolo il Campidoglio è stato dotato di numerosi tunnel, ivi compresa una ferrovia sotterranea, per collegarlo con tutti gli uffici serventi che circondano il complesso. Tutte le stanze del Campidoglio sono designate da un numero preceduto dalla lettera S, per il Senato (Senate), o H, per la Camera dei Rappresentanti (House), a seconda del fatto che sorgano a nord o a sud della rotonda centrale. Allo stesso modo le stanze degli uffici negli edifici serventi sono designate come HOB (House Office Building) se sorgono a sud del Campidoglio, o SOB (Senate Office Building) se sorgono a nord. Tutti gli indirizzi della città di Washington DC sono designati dalle sigle NE, NW, SE o SW a seconda della posizione geografica che le vie assumono rispetto alla rotonda.
Nel 2000 sono cominciati i lavori per un nuovo, enorme, Visitor Center sotterraneo che avrebbe dovuto aprire nell'estate del 2008 e permettere alle migliaia di visitatori dell'edificio di entrare velocemente e con maggior sicurezza. È stato aperto il 2 dicembre 2008.

## Esterno

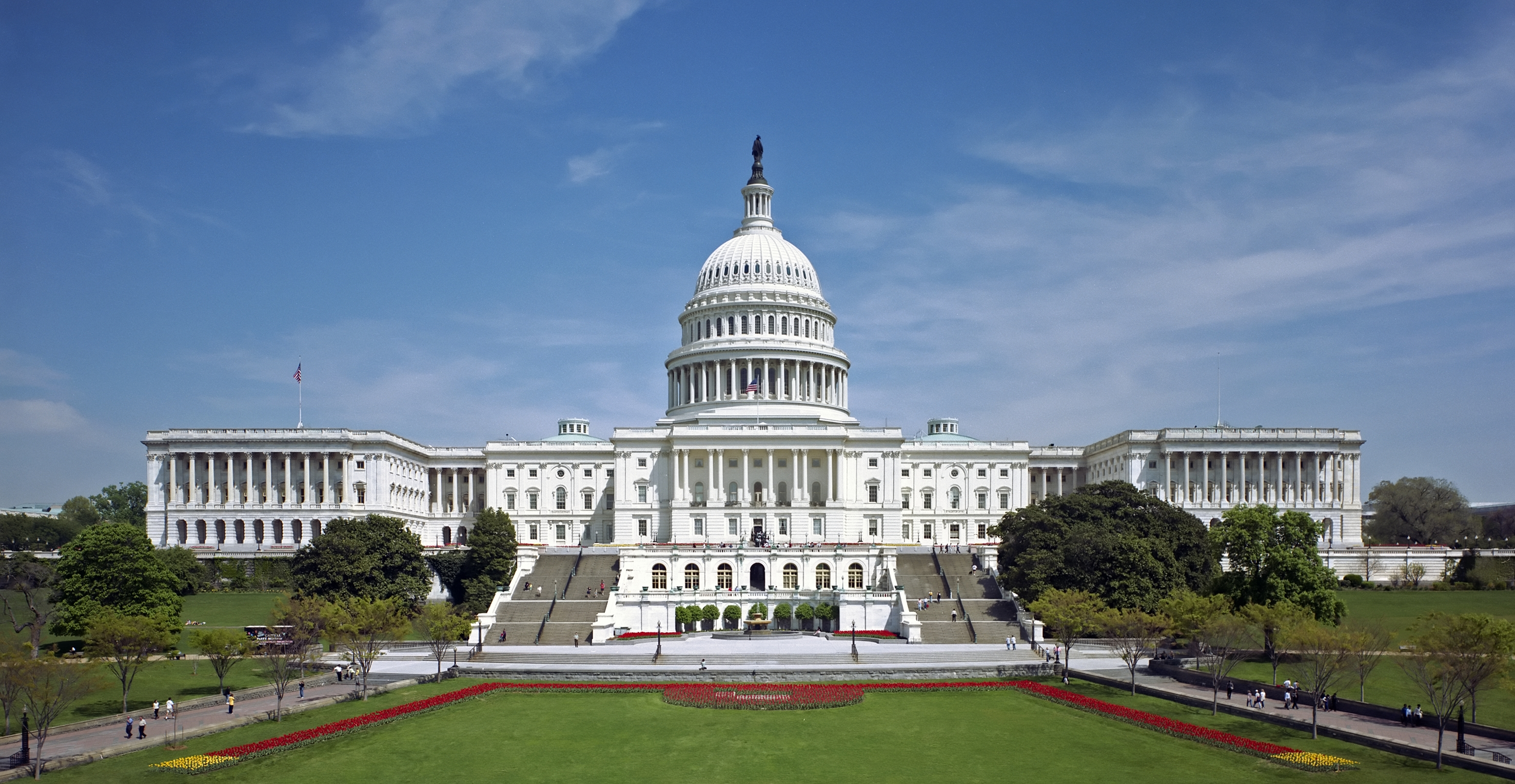
Facciata ovest del Campidoglio

Il parco del Campidoglio copre un'area approssimativa di 1,11 km², per la maggior parte si tratta di prati e viali pedonali e automobilistici con alcune zone alberate. Nel suo aspetto attuale il parco venne sistemato dall'architetto Frederick Law Olmsted fra il 1874 e il 1892. Una delle prime sistemazioni suggerite da Olmsted fu la costruzione di terrazze marmoree poste a nord, ovest e est dell'edificio, ancora esistenti al giorno d'oggi.
Più tardi, nel 1879, l'architetto progettò una summer house posta sul lato nord del Campidoglio. Si tratta di una struttura esagonale in archi di laterizio, aperta e dotata di una fontana e sedili in mattoni. Su una delle pareti si apre una finestra che guarda su una grotta artificiale. L'edificio fu concepito per offrire ombra e acqua ai visitatori del Campidoglio (e ai loro cavalli). Olmsted progettò un'altra summer house sul lato sud del Campidoglio, ma essa non fu mai costruita.
Due grandi pennoni si trovano alla base della cupola sulle facciate est e ovest, decorati con bandiere che sventolano ininterrottamente dai tempi della prima guerra mondiale. Altre due aste di bandiera, poste sull'ala nord e sull'ala sud dell'edificio, innalzano la bandiera solo quando il Senato o la Casa dei Rappresentanti sono in seduta. Diverse bandiere più piccole si trovano a ovest della cupola e sono usate a richiesta dei membri del parlamento per rendere omaggio a eventi o persone (la morte di veterani di guerra, anniversari, ecc.).

## Interno

Il ritratto del 1819 di John Trumbull, Dichiarazione di Indipendenza, raffigura il Comitato dei Cinque mentre presenta la sua bozza della Dichiarazione di Indipendenza al Secondo Congresso Continentale di Filadelfia, uno dei più grandi dipinti esposti nella rotonda

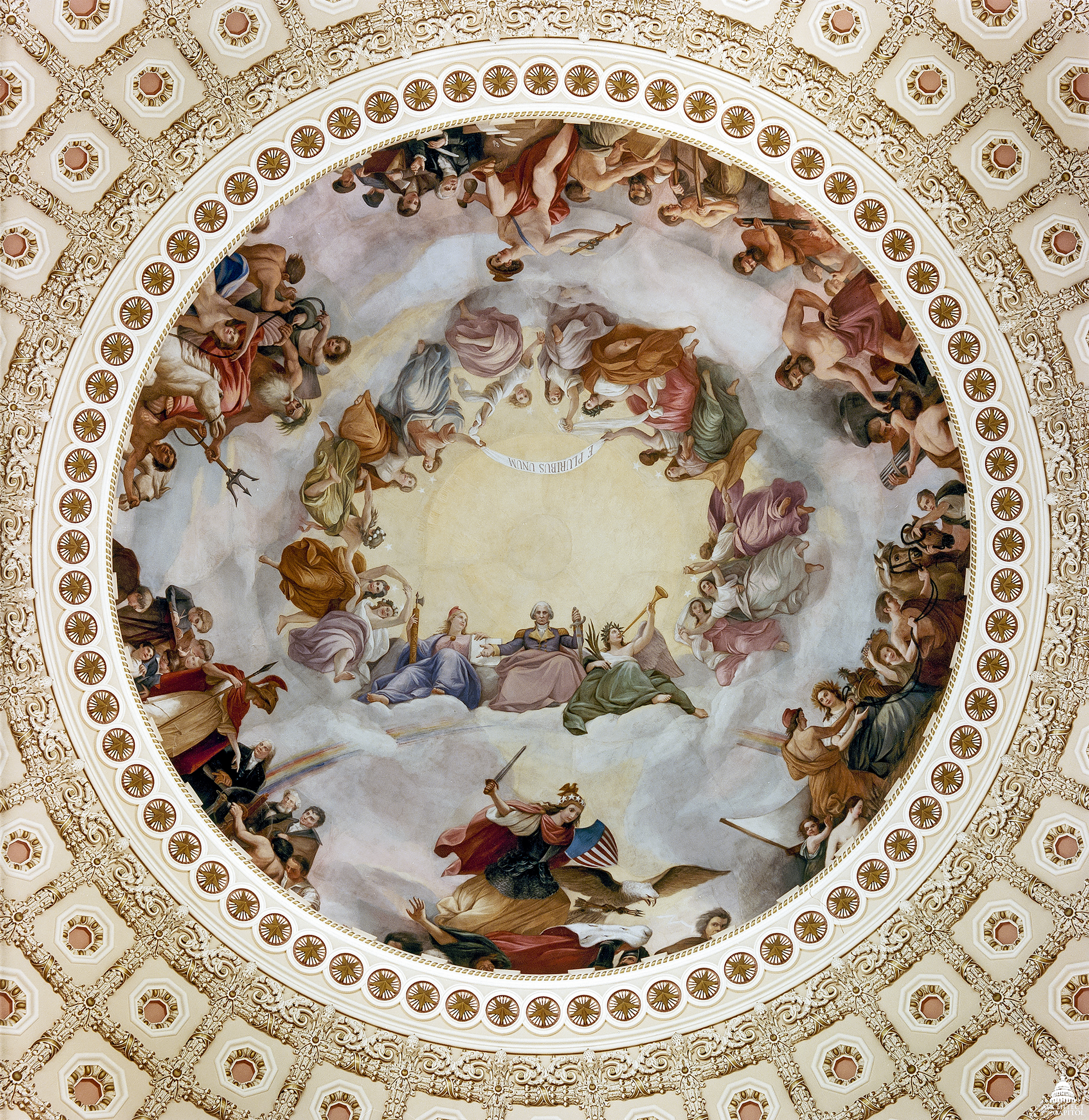
L'Apoteosi di Washington, l'affresco del 1865 di Costantino Brumidi all'interno della cupola del Campidoglio

Il Campidoglio è stata una palestra per l'arte degli Stati Uniti a cominciare dal 1856, quando il pittore italo-greco Constantino Brumidi fu chiamato ad affrescare i corridoi del primo piano del Senato e della Casa dei Rappresentanti. Gli affreschi illustrano con varie scene la storia degli Stati Uniti. Fra gli altri un affresco rappresenta Benjamin Franklin con John Fitch e Robert Fulton e un altro l'acquisto della Louisiana. Nella decorazione pittorica sono compresi animali, insetti e flora indigeni degli Stati Uniti. Il ciclo dipinto da Brumidi è progettato in modo da lasciare spazio per successivi avvenimenti storici. Fra queste aggiunte successive si trovano affreschi che celebrano il volo transoceanico di Charles Lindbergh, lo sbarco sulla Luna da parte di Neil Armstrong, gli astronauti martiri dello shuttle Challenger.

### Dipinti
Esposti all'interno della rotonda si trovano numerosi dipinti di carattere storico che illustrano lo sviluppo dell'identità della nazione americana. Fra questi quadri è molto famoso quello della Dichiarazione di Indipendenza, opera del pittore John Trumbull. Il Campidoglio ospita inoltre una notevole collezione di sculture, la National Statuary Hall Collection, che comprende due statue donate da ogni Stato americano per onorare personaggi importanti nella loro storia. Una delle sculture più notevoli della collezione è la statua bronzea di re Kamehameha, donata dallo Stato delle Hawaii dopo il suo ingresso nell'Unione nel 1959. L'enorme peso della statua, più di sette tonnellate, sollevò addirittura delle preoccupazioni sulla tenuta del pavimento del museo.
Il Presidente degli Stati Uniti pronuncia l'annuale discorso sullo stato dell'Unione nella Casa dei Rappresentanti. Sotto la rotonda esiste un'area nota come la cripta, progettata per essere la tomba di George Washington che però volle essere seppellito nelle sue proprietà di Mount Vernon. All'interno della cripta ora è ospitato un museo della storia del Campidoglio. Sempre nella cripta si trova conservato il catafalco che viene usato quando si allestisce una camera ardente nella rotonda, un onore riservato ai presidenti e a personalità eminenti. L'ultimo a essere vegliato nel Campidoglio è stato l'ex-presidente George H. W. Bush nel 2018.
Nelle cantine del Campidoglio si trovano in mostra due vasche da bagno di marmo. Sono i resti di quelli che erano i lussuosi bagni pubblici dell'edificio. Questi impianti, completi di sauna e bagni turchi, erano destinati ai membri del Congresso e ai loro ospiti, visto che per un lungo periodo molti edifici della città non avevano un moderno servizio di acqua corrente. Oltre agli impianti igienici, erano a disposizione degli ospiti anche un barbiere e un centro per massaggi.

## Eventi importanti

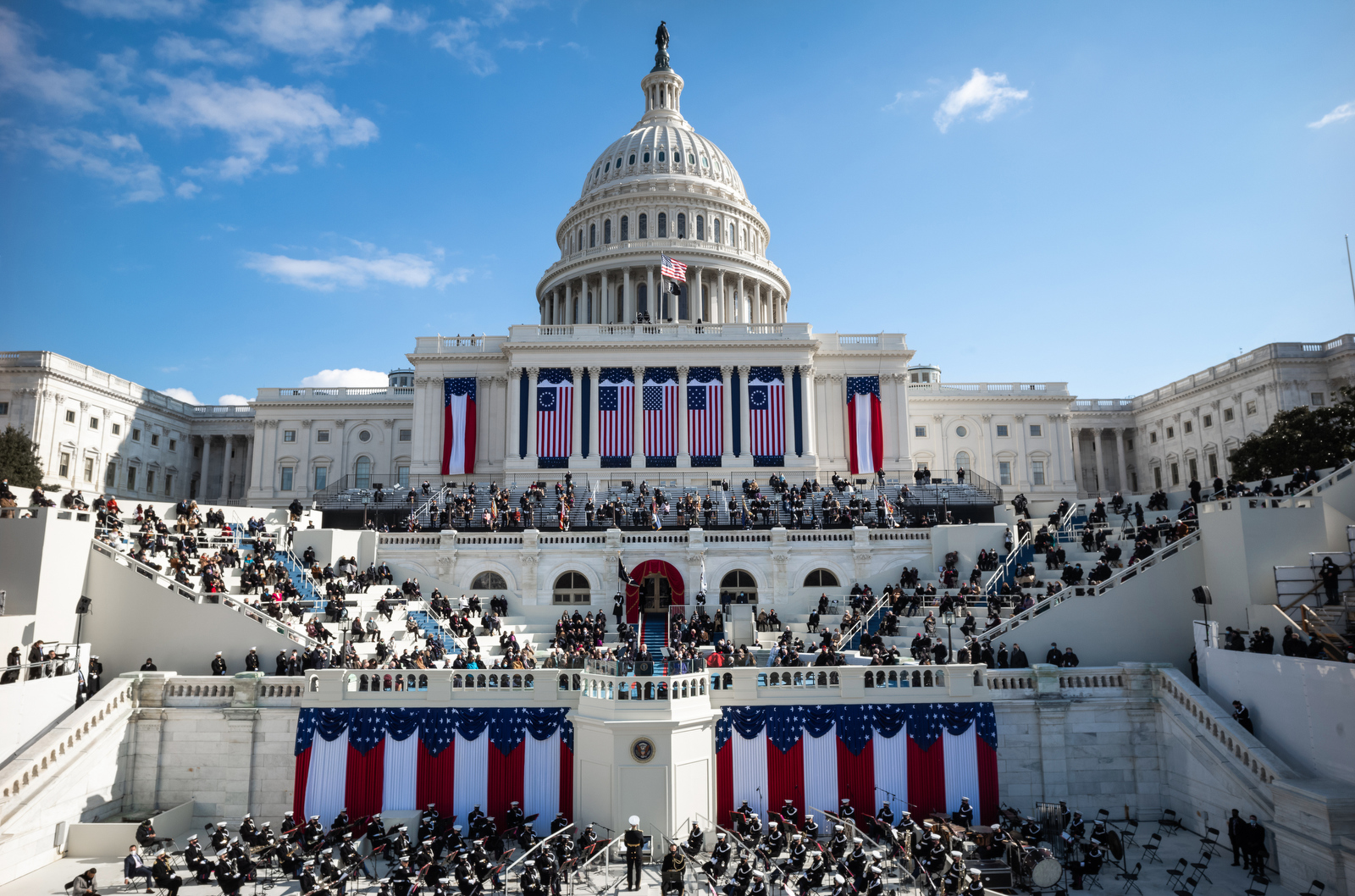
Il fronte ovest del Campidoglio durante l'Insediamento presidenziale di Joe Biden, 20 gennaio 2021

Il Campidoglio e il parco di Capitol Hill hanno ospitato eventi importanti, tra cui le inaugurazioni presidenziali, che si tengono ogni quattro anni. Durante un'inaugurazione, la facciata del Campidoglio viene allestita con una piattaforma e una grande scalinata. Gli eventi annuali al Campidoglio includono le celebrazioni del Giorno dell'Indipendenza e il Concerto Nazionale del Memorial Day.
Il pubblico ha reso omaggio a diverse persone che hanno avuto la loro sepoltura al Campidoglio, tra cui numerosi ex presidenti, senatori e altri funzionari. Tra gli altri americani che hanno avuto la loro sepoltura in onore ci sono gli agenti Jacob Chestnut e John Gibson, i due agenti uccisi nella sparatoria del 1998.

## Problemi di sicurezza e incidenti

### Attentato dinamitardo della Weather Underground
Il 1º marzo 1971 l'esplosione di una bomba provocò danni significativi al piano terra dell'edificio. L'attentato fu rivendicato dall'organizzazione terroristica di sinistra radicale statunitense Weather Underground con un comunicato di "protesta contro l'invasione statunitense del Laos".

### Sparatoria nel Campidoglio del 1998
Il 24 luglio 1998 ci fu una sparatoria all'interno del Campidoglio perpetrata da Russell Eugene Weston Jr., il quale fece irruzione in Campidoglio e aprì il fuoco, uccidendo due agenti di polizia del palazzo, l'agente Jacob Chestnut e il detective Giovanni Gibson.

### Attentati dell'11 settembre 2001
Si ritiene che il Campidoglio fosse l'obiettivo previsto del volo United Airlines 93, uno dei quattro aerei dirottati durante gli attentati dell'11 settembre 2001. L'aereo si è schiantato vicino a Shanksville, in Pennsylvania, dopo che i passeggeri avevano cercato di riprendere il controllo dell'aereo dai dirottatori. Dopo gli attentati dell'11 settembre le misure di sicurezza del palazzo per prevenire attentati furono notevolmente alzate.

### Assalto del 6 gennaio 2021
Il 6 gennaio 2021, in occasione della seduta del Congresso degli Stati Uniti per la proclamazione di Joe Biden a 46º Presidente degli Stati Uniti in seguito alla vittoria di quest'ultimo nelle elezioni presidenziali del novembre 2020, una folla di sostenitori del presidente uscente Donald Trump riesce ad oltrepassare il cordone di polizia e prende d'assalto il palazzo del Campidoglio per contestare il risultato delle elezioni e sostenere la richiesta di Trump al vicepresidente Mike Pence e al Congresso di rifiutare la proclamazione di Joe Biden a Presidente degli Stati Uniti d'America. La sessione viene di conseguenza sospesa e molti membri del Congresso vengono evacuati dall'edificio mentre ad altri membri del Congresso viene ordinato di barricarsi all'interno di uffici e ripostigli. I rivoltosi hanno fatto irruzione nella Camera del Senato e in diversi uffici del personale, incluso l'ufficio della presidente della Speaker della Camera Nancy Pelosi. La manifestazione ha causato 5 morti e 13 feriti.